# Багратиони, Фарнаваз
Фарнаваз Багратиони (Фарнаваз Ираклиевич Грузинский, Парнаоз, Парнаваз) (14 февраля 1777 — 30 марта 1852) — грузинский царевич из династии Багратионов.

## Биография
Младший сын царя Картли и Кахетии Ираклия II от третьего брака с Дареджан Дадиани.
В 1798 году скончался 77-летний грузинский царь Ираклий II, на картли-кахетинский трон вступил его старший сын Георгий XII. Ещё в 1791 году под давлением своей жены Дареджан Ираклий II составил завещание, согласно которому, царский престол должен был передаваться не от отца его старшему сыну, а его младшим братьям. Царица Дереджан стремилась добиться передачи царского трона одному из своих сыновей. Фарнаваз занимал шестое место в линии наследования после своего сводного брата Георгия и старших братьев Юлона, Вахтанга, Мариана и Александра.
Однако новый картли-кахетинский царь Георгий XII отказался признавать отцовское завещание и стремился передать трон своим сыновьям. Георгий XII добился от российского императора Павла I Петровича признания его старшего сына Давида наследником царского престола в апреле 1799 году.
В Картли-Кахетинском царстве начался династический кризис. Часть грузинской знати поддерживала Георгия XII, старшего сына Ираклия, а другая часть — его младшего брата Юлона, старшего из сыновей царицы Дареджан.
К июлю 1800 года отношения между сыновьями Ираклия II резко обострились. Фарнаваз присоединился к своим братьям Юлону и Вахтангу, которые блокировали дороги, ведущие к столице Тбилиси. Братья пытались спасти свою мать, вдовствующую царицу Дареджан, которая по приказу своего пасынка Георгия XII содержалась в своём дворце в Авлабари. Царевич Фарнаваз пытался захватить город Гори, который по царскому приказу оборонял князь Отар Амилахвари. В сентябре 1800 году русское правительство прислало на помощь Георгию XII в Тбилиси войска под командованием генерал-майора Василия Гулякова. Непокорные царевичи со своими сторонниками удалились из столицы в провинции. Фарнаваз Багратиони взял од свой контроль важную крепость Сурами и начал её укреплять, а другой его брат Александр бежал в Дагестан, чтобы поднять лезгин на вторжение в Грузию.
В декабре 1800 года скончался тяжелобольной царь Георгий XII, на царский трон вступил его старший сын и наследник Давид XII. Русское правительство отказалось признать царём Давида XII и заявило об ликвидации монархии в Картли-Кахетинском царстве. Русский командующий в Грузии, генерал-майор Иван Лазарев, потребовал, чтобы все члены царского дома находились в Тбилиси и не покидали столицу.
В апреле 1801 года царевичи Юлон и Фарнаваз Ираклиевичи бежали из Тбилиси в Западную Грузию, найдя поддержку при дворе своего родственника, царя Имеретии Соломона II. Соломон II, занимавший враждебную позицию по отношению к России, признал Юлона Ираклиевича законным претендентом на картли-кахетинский престол.
Летом 1804 года в Картли вспыхнуло восстание против российского владычества. Восстание вскоре охватило всю горную Картли. К восставшим присоединились жители ущелий Гудамакари, Чартли, Хандо, а также пшавы, хевсуры и осетины Трусского ущелья. Повстанцы отправили гонцов к царевичам Юлону и Фарнавазу в Имеретию, призывая возглавить их восстание. Царевичи устремились в Картли для воссоединения с восставшими. К ним присоединилась часть картлийских князей. Русские войска успели перекрыть ведущие к Арагвскому ущелью пути. Царевичи Юлон и Фарнаваз не смогли соединиться с восставшими и решили вернуться в Имеретию. Русско-грузинский отряд выступил из Цхинвали и 24 июня внезапно напал на лагерь царевичей в окрестностях Сурами на имеретинской границе. Царевич Юлон Ираклиевич был взят в плен и доставлен в Тбилиси. Его младший брат Фарнаваз смог прорваться к иранской границе, но вскоре оттуда прибыл в Кахетию. С помощью кахетских тавадов и азнауров он собрал войско и присоединился к восставшим.
Восставшие грузины и осетины воспользовались тем, что российский главнокомандующий, князь Павел Цицианов, был в походе на Ереванское ханство и взяли стратегически важные пункты — Степанцминду и Душети. В августе 1804 года мятежники взяли под свой контроль Военно-грузинскую дорогу. Царские власти приняли решительные меры для подавления восстания. В сентябре 1804 года русский корпус генерал-майора П. Д. Несветаева, совершив форсированный марш по горам, быстро овладел Балтой, Ларсом, Дарьялом, Казбеком и, спустившись через Гудаурский перевал в Грузию, взял Ананур. Одновременно российский главнокомандующий, князь Павел Цицианов, снял осаду с Еревана и поспешно вернулся в Восточную Грузию. Пётр Несветаев через Дарьяльское ущелье двинулся к Арагвскому ущелью. Из Тбилиси князь П. Цицианов с большими силами также вторгся в Арагвское ущелье. Восставшие во главе с царевичем Фарнавазом попали под двойной огонь и не выдержали натиска регулярной армии. Все Арагвское ущелье оказалось в руках русских. Царевич Фарнаваз с небольшой группой сторонников (30 чел.) попытался прорваться в иранские владения, но во время переправы через р. Куру был схвачен русскими под предводительством князя Тамаза Орбелиани.

## Жизнь в России
4 апреля 1805 года по приказу князя П. Д. Цицианова пленные грузинские царевичи Юлон и Фарнаваз Ираклиевичи были депортированы из Тбилиси вглубь России. Фарнаваз был поселён в Воронеже, а его старший брат Юлон был сослан в Тулу.
Позднее Фарнаваз Ираклиевич вместе с женой и четырьмя дочерьми получил от императора разрешение переехать в Санкт-Петербург, где он и поселился. Во время своей ссылки в Воронеже Фарнаваз ослеп при переводе на грузинский язык произведений французского мыслителя-гуманиста Жан-Жака Руссо. Царевич Фарнаваз также владел поэтическим талантом.
2 июня 1811 года был награждён орденом Святой Анны 1-й степени.
В марте 1852 года 75-летний князь Фарнаваз Ираклиевич скончался в Санкт-Петербурге, он был похоронен в церкви св. Фёдора, в Александро-Невской лавре.

## Семья
С 1795 года был женат на Анне Георгиевне (1777—1850), дочери последнего князя Георгия Ксанского. Анна Георгиевна в 1811 году была награждена орденом Святой Екатерины 2-й степени, скончалась в мае 1850 года и была похоронена в Александро-Невской лавре. У супругов родились сын и пять дочерей:
- Князь Давид (умер в младенчестве)
- Княжна Саломея (1797—1860), фрейлина российской императрицы, скончалась незамужней в Петербурге.
- Княжна София (род. в 1798), умерла в молодом возрасте.
- Княжна Елена (1799—1867), фрейлина российской императрицы, умерла незамужней в Царском Селе.
- Княжна Елизавета (1800—1819), скончалась незамужней в Санкт-Петербурге, похоронена в Александро-Невской лавре.
- Княжна Нина (1802—1828), жена с 1828 года полковника, князя А. Л. Дадианова (1800—1865), от брака с которым имела сына Николая (1824—1829). Похоронена в Александро-Невской лавре.